# Le Verguier
Le Verguier – miejscowość i gmina we Francji, w regionie Hauts-de-France, w departamencie Aisne.
Według danych na styczeń 2014 roku gminę zamieszkiwały 223 osóby, a gęstość zaludnienia wynosiła 52,5 osób/km².